# 28-ма піхотна дивізія (Третій Рейх)
28-ма піхотна дивізія (Третій Рейх) (нім. 28. Infanterie-Division) — піхотна дивізія Вермахту за часів Другої світової війни. 1 грудня 1941 переформована на 28-му легку піхотну дивізію.

## Історія
28-ма піхотна дивізія була створена 1 жовтня 1936 у ході 1-ї хвилі мобілізації у 8-му військовому окрузі в Бреслау.

## Райони бойових дій
- Німеччина (жовтень 1936 — вересень 1939);
- Польща (вересень — жовтень 1939);
- Німеччина (жовтень 1939 — травень 1940);
- Франція та Бельгія (травень — червень 1941);
- СРСР (центральний напрямок) (червень — жовтень 1941);
- Франція (листопад 1941).

## Командування

### Командири
- генерал-майор, з 1 лютого 1938 генерал-лейтенант Ганс фон Обстфельдер (нім. Hans von Obstfelder) (6 жовтня 1936 — 21 травня 1940);
- генерал артилерії Йоганн Зіннгубер (нім. Johann Sinnhuber) (21 травня 1940 — 1 грудня 1941).

## Нагороджені дивізії
Нагороджені дивізії
|  | Кавалери Нагрудного знаку ближнього бою в золоті                                                         | 2 |
|  | Кавалери Золотого Німецького Хреста                                                                      | 85 |
|  | Кавалери Лицарського хреста Залізного хреста з Дубовим листям                                            | 6 (№ 370 фельдфебель Генріх Бойг — 18.01.1944 № 59 оберст Ганс Йордан — 16.01.1942 № 163 оберст Гартвіг фон Людвігер — 23.12.1942 № 390 фельдфебель Вальтер Мезе - 10.02.1944 № 633 штабс-фельдфебель Бенно Ройтер — 28.10.1944 № 533 майор Вільгельм фон Заліш — 27.07.1944) |
|  | Кавалери Лицарського хреста Залізного хреста                                                             | 49 у тому числі 1 непідтверджене |
|  | Кавалери Почесної Відзнаки Сухопутних військ «Почесна пряжка на орденську стрічку для Сухопутних військ» | 16 |

- Нагороджені Сертифікатом Пошани Головнокомандувача Сухопутних військ (13)
- Нагороджені Сертифікатом Пошани Головнокомандувача Сухопутних військ за збитий літак противника (2)